# Городец (Кобринский район)
Городе́ц (бел. Гарадзе́ц) — агрогородок в Кобринском районе Брестской области Беларуси. Административный центр Городецкого сельсовета.
По данным на 1 января 2016 года население составило 1376 человек в 528 домохозяйствах.

## География
Агрогородок расположен на Королевском канале, в 22 км к востоку от города Кобрин, 1,5 км от железнодорожной станции Городец, 68 км к востоку от Бреста, на автодороге М10 Кобрин—Гомель, Кобрин—Дрогичин.
На 2012 год площадь населённого пункта составила 7,38 км² (738 га).

## Геральдика
Герб и флаг учреждены Указом Президента Республики Беларусь от 2 декабря 2008 года № 659 и зарегистрированы в Государственном геральдическом регистре Республики Беларусь 23 января 2009 года № Б-139 и № Б-140. Одобрены решением Городецкого сельского исполнительного комитета от 27 июля 2006 года № 116.

## История
Впервые Городец в форме Городел упоминается в Ипатьевской летописи под 1287 годом, когда волынский князь Владимир Василькович завещал своей жене Ольге Романовне город Кобрин и село Городец:
Въ имѧ Ѡц҃а и Сн҃а и Стго Дх҃а млт҃вами ст҃ыа . Бц҃а . и прис̑дв҃ца Мр҃ьӕ . ст҃хъ анг҃глъ . Се ӕзъ кнѧзь Володимѣръ сн҃ъ Василковъ . вноукъ Романовъ . пишоу грамотоу . далъ есмь кнѧгинѣ своеи . по своемь животѣ . городъ свои Кобрынь . и с людми и з данью . како при мнѣ даӕли тако и по мнѣ . ать дають кнѧгинѣ моеи . иже далъ есмь . еи село своё ъ . и с мытом̑ а людье како то на мѧ страдалѣ тако и на кнѧгиню мою . по моемь животѣ . аже боудеть кнѧзю городъ роубити…
С XV века Городец входил в состав удельного Кобринского княжества (в составе Великого княжества Литовского). Около 1465 князья Кобринские соорудили здесь церковь Святого Ильи. Позже в Городце появился католический приход. В 1563 году в местечке Городец провели великокняжеский ревизию, в которой упоминаются улицы Кобринская, Пришеходсая, Пинская, Грушевская, Ильинская и другие.
10 декабря 1589 года королева и великая княгиня Анна присвоела Кобрину и Городцу (совместно) магдебургское право и герб: «в серебряном поле святые Анна и Мария с младенцем Иисусом на руках». При этом Городец управлялся из Кобрина.
В 1618 году Городец посетил активный проводник церковной унии Иосафат Кунцевич. Он отправил богослужение в древней Ильинской церкви и пробыл в Городце один день. Тогда он чудом избежал смерти от разъярённых крестьян, которые неохотно переходили в унию. В 1784 году в Городце останавливался последний правитель Речи Посполитой Станислав Август Понятовский.
В результате третьего раздела Речи Посполитой (1795 год) Городец оказался в составе Кобринского уезда Российской империи. В 1808 году усадьба перешла во владение рода Орда, которые построили здесь каменное поместье.

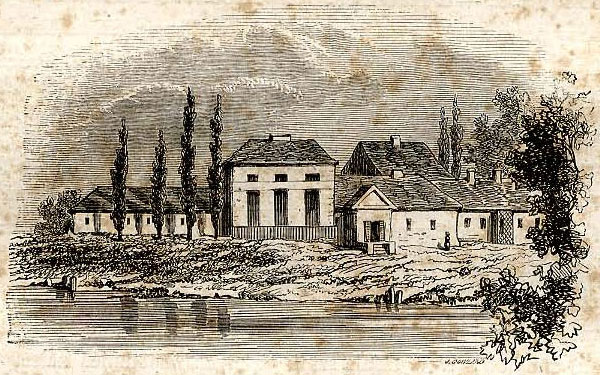
Поместье. Рисунок Юзефа Крашевского, XIX век
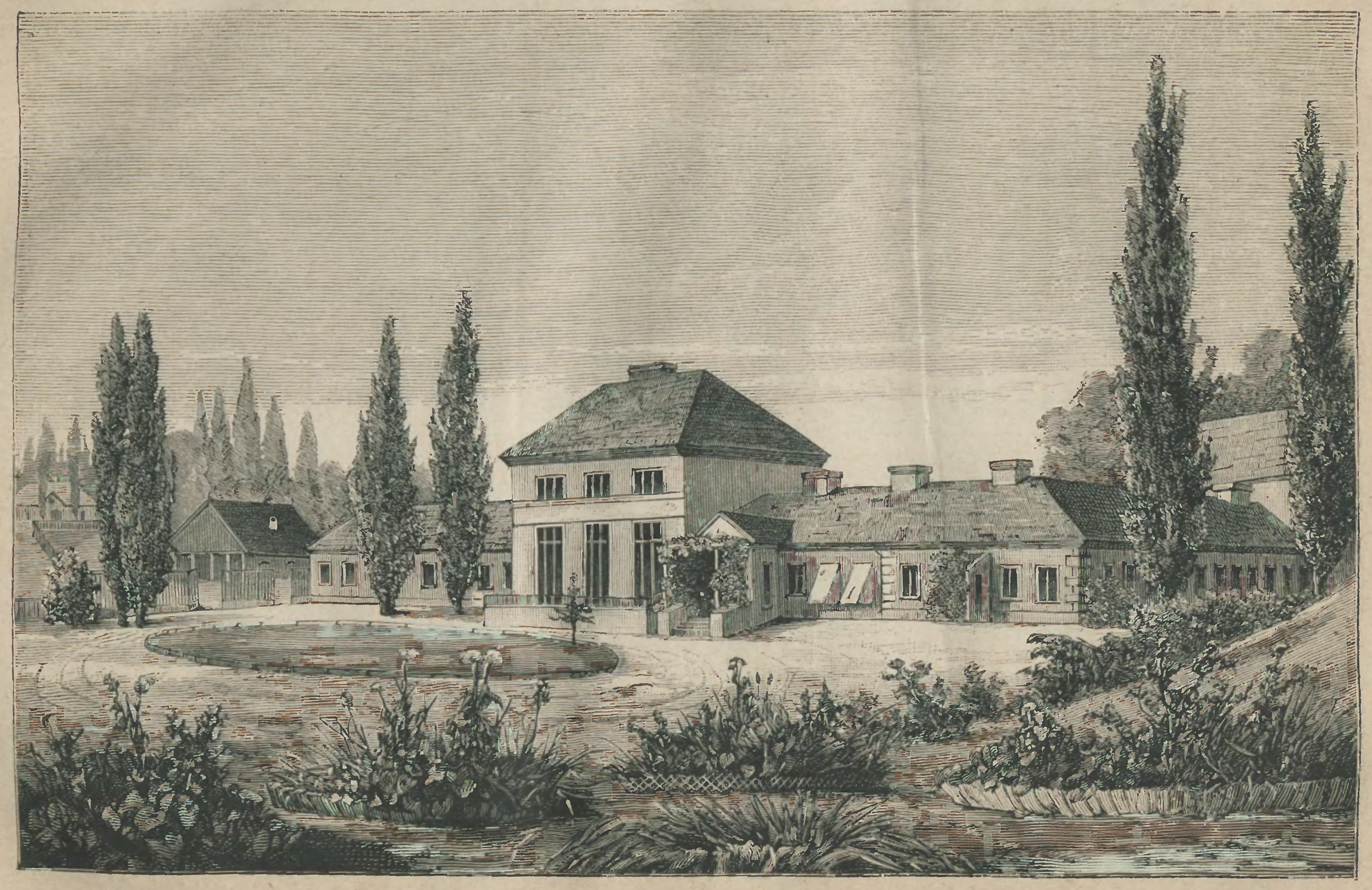
Поместье. Рисунок Юзефа Крашевского, XIX век
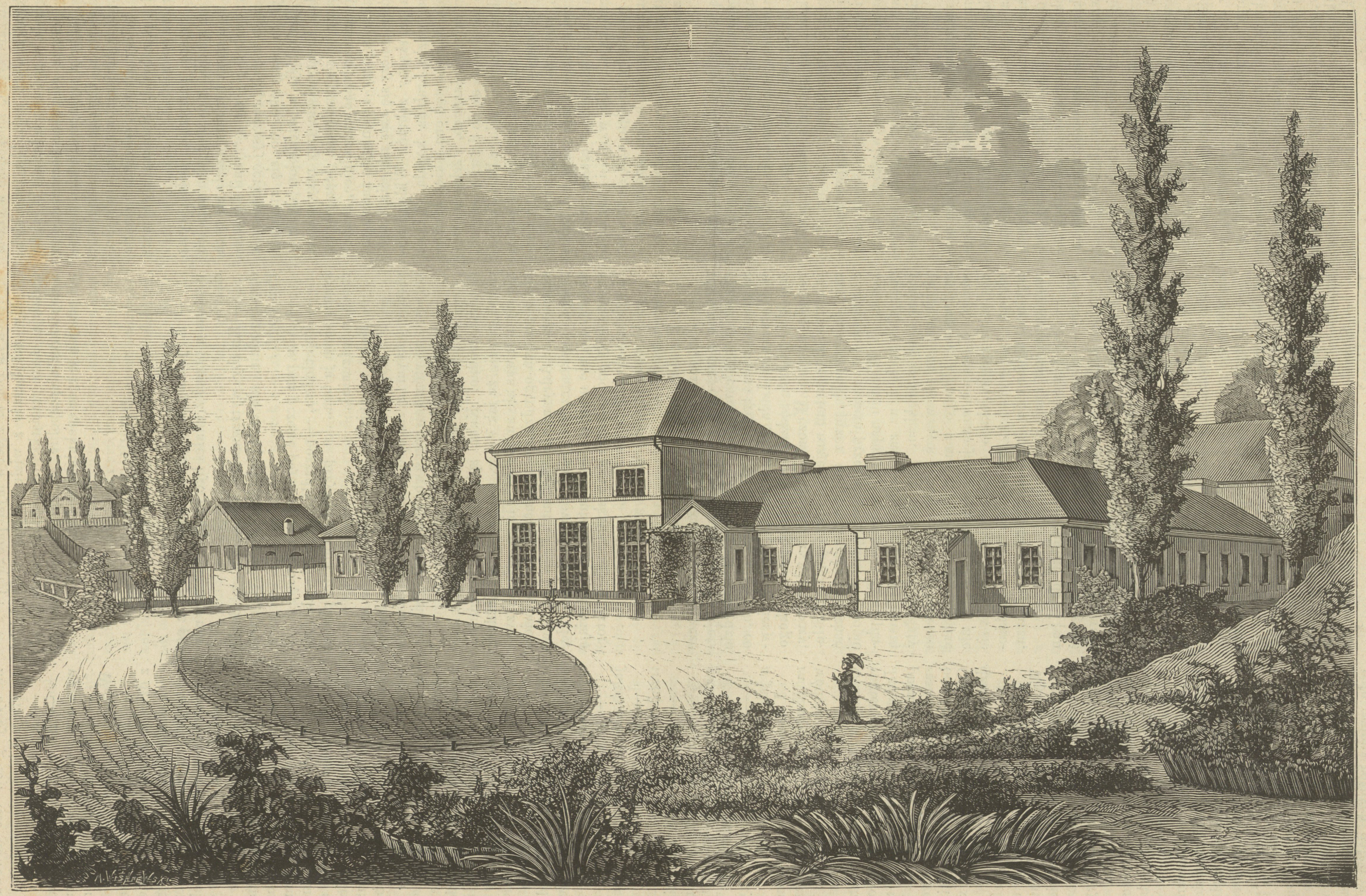
Панорама поместья. Рисунок Марцелли Вишневского, 1877 год
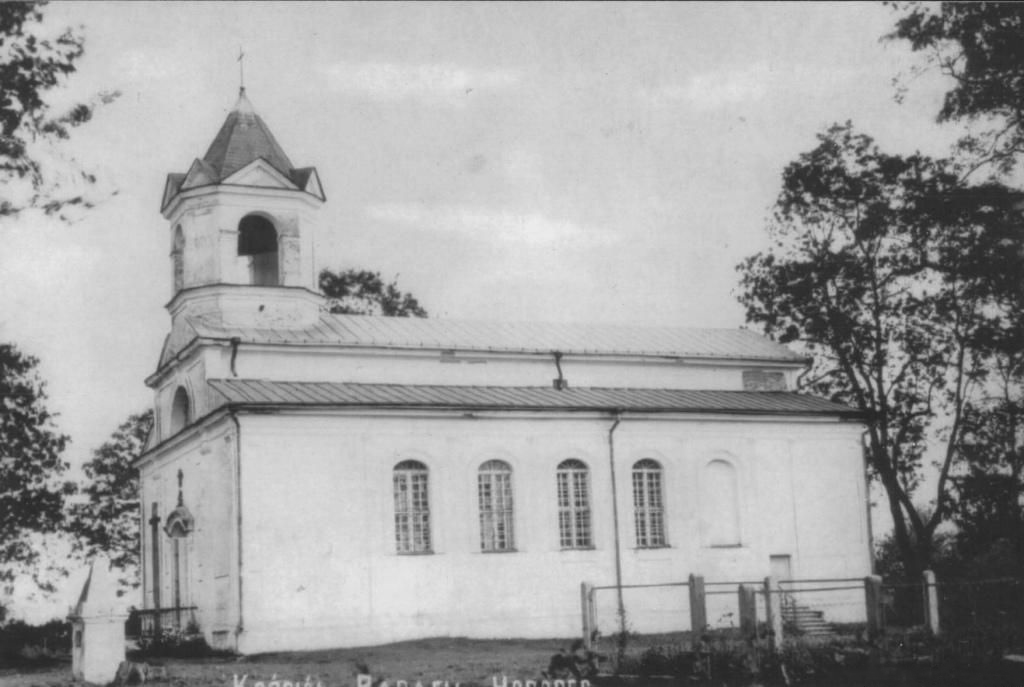
Костёл, 1934 год (после Второй мировой войны перестроен в школу)
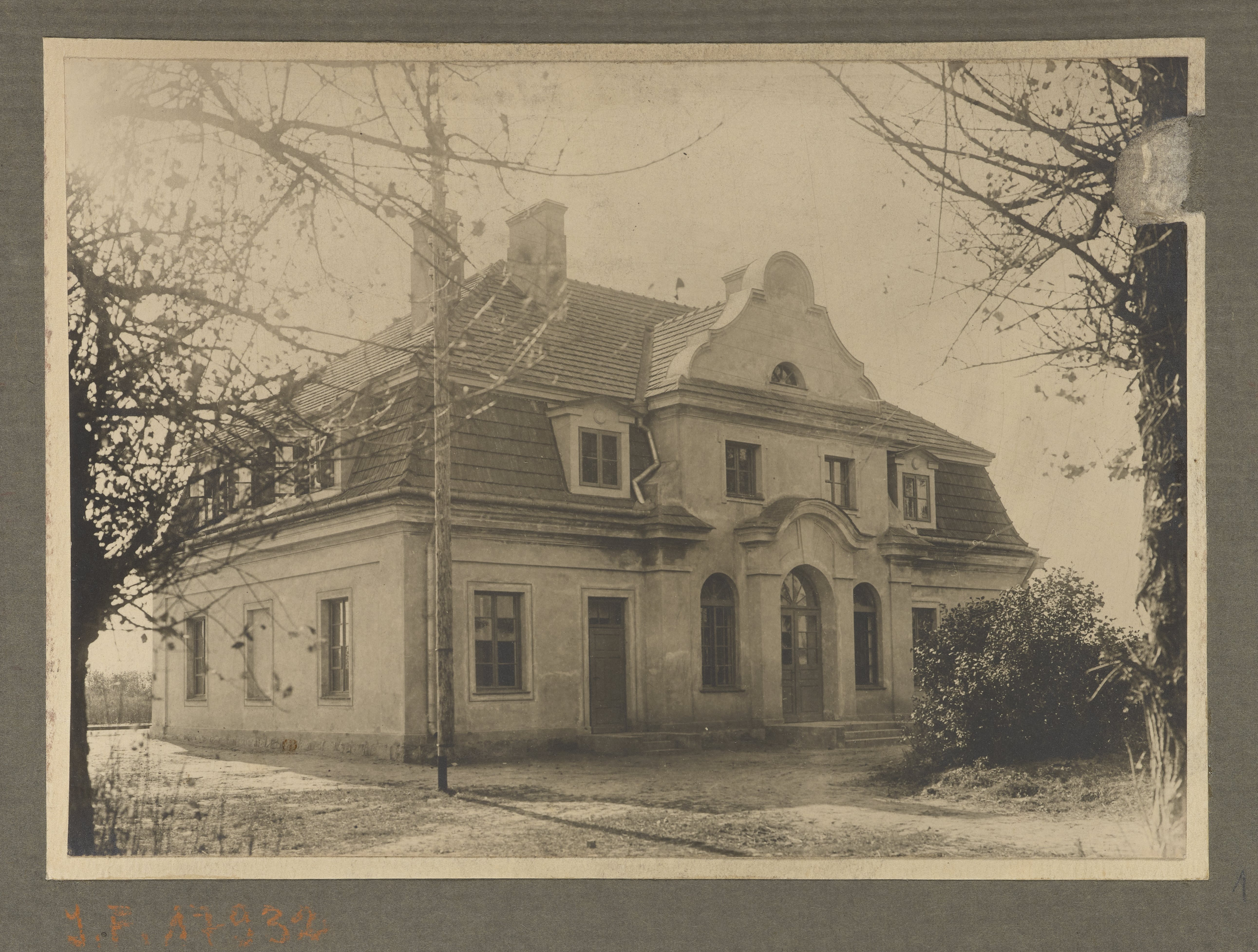
Здание вокзала, 1925 год

В 1866 году после подавления польского восстания российские власти ликвидировали городецкий католический приход, а костёл переделали под православную церковь. В 1886 году Городец стал центром волости. По данным на 1891 год в Городце действовала православная церковь, работали еврейская школа, пристань, проводились две регулярных ярмарки.
По условиям Рижского мирного договора 1921 года Городец оказался в составе межвоенной Польской Республики, где стал центром гмины Кобринского повета Полесского воеводства.
В 1939 году Городец вошёл в состав БССР, 12 октября 1940 года он стал центром сельсовета Антопольского района, а с 8 августа 1959 года — Кобринского района. Статус поселения был понижен до деревни. По данным на 1970 год в деревне было 411 дворов, на 1993 год — 569 дворов. 2 декабря 2008 года состоялось официальное утверждение исторического герба и флага Городца.

## Население
В разное время население составляло:
- 1566 год — более 193 хозяйств (по данным Ю. Якимовича, 205 дворов)
- 1860 год — 149 дворов
- 1878 год — 1264 человека
- 1886 год — 74 двора, 1331 человек
- 1897 год — 279 дворов, 1691 человек
- 1905 год — 2949 человек
- 1921 год — 99 дворов, 688 человек
- 1940 год — 305 дворов, 1153 человека
- 1970 год — 1356 человек
- 1993 год — 1516 человек
- 1999 год — 574 хозяйства, 1461 человек
- 2005 год — 568 хозяйств, 1362 человека
- 2009 год — 1272 человека
- 2016 год[2] — 528 хозяйств, 1376 человек
- 2019 год[1] — 1263 человека

## Инфраструктура
В агрогородке расположены почтовое отделение, участковая больница, амбулатория, детский сад — средняя школа, клуб, библиотека, 5 магазинов и кафе.

## Культура
- Дом культуры
- Музей ГУО "Городецкая средняя школа"

## Достопримечательность
- Свято-Вознесенская церковь (1799) —  Историко-культурная ценность Республики Беларусь, шифр 113В000418. Является памятником народного зодчества с элементами барокко.
- Православная церковь — в честь Святого Димитрия (на въезде в агрогородок со стороны Антополя). Этот кирпичный православный храм построен в XXI веке по канонам древнерусского стиля.

### Памятник, скульптура
- Памятник В. И. Ленину
- Памятник Ф. Дзержинскому. Расположен возле бывшего здания правления колхоза им. Ф. Э. Дзержинского (ныне здание Городецкого сельского исполнительного комитета). Бюст Ф. Э. Дзержинского установлен в 1977 г.

### Утраченное наследие
- Костёл Благовещения Пресвятой Девы Марии

## Галерея

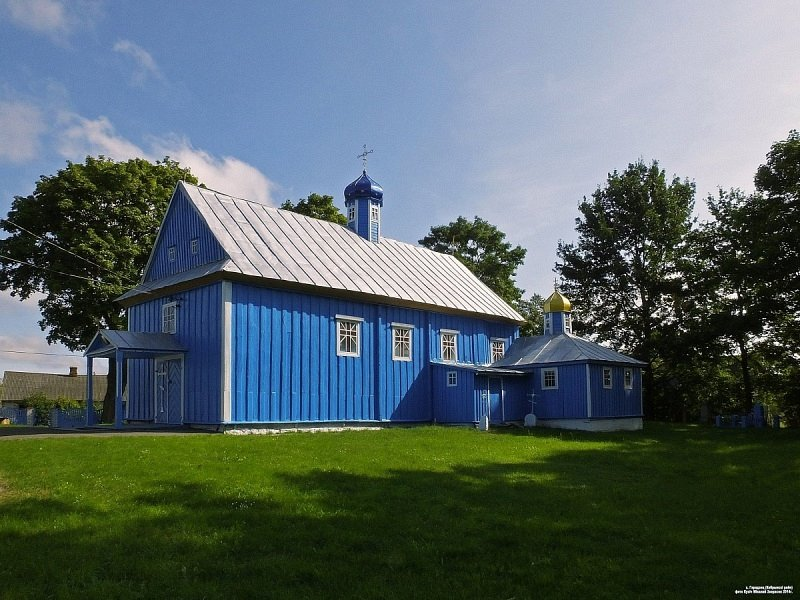
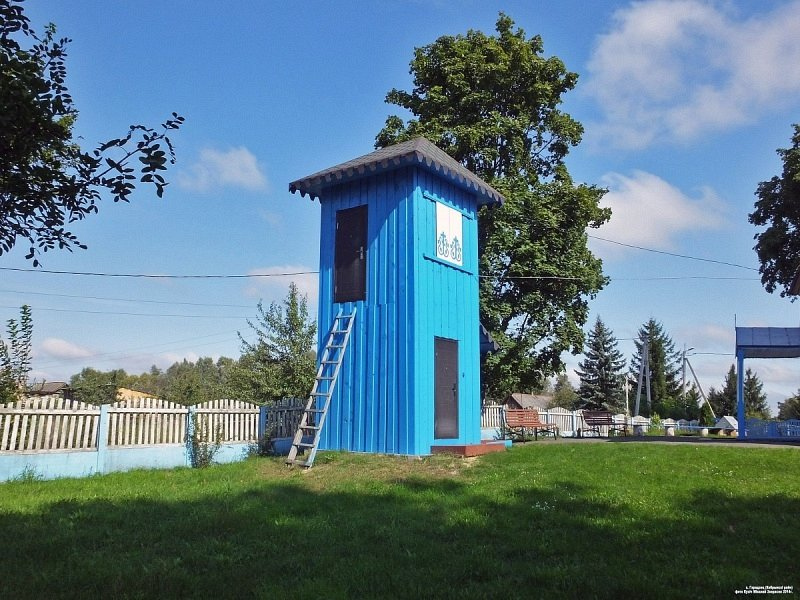
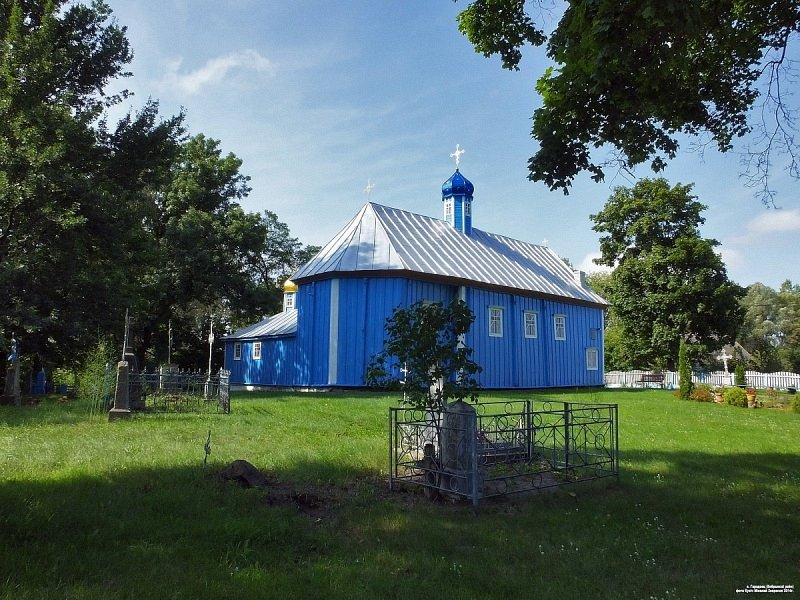
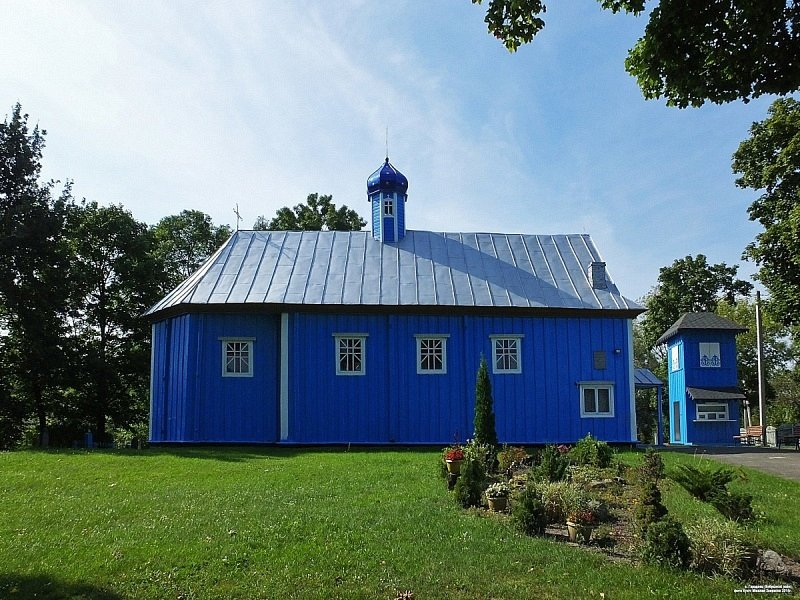